# Perníkové koření
Perníkové koření je směs koření pro přípravu perníku. Směsi různých výrobců obsahují především tyto přísady v různých poměrech: mleté plody badyánu, nového koření, anýzu, kardamonu, koriandru a fenyklu, mleté skořice a hřebíčku.